# I. Péter győri püspök
Péter (12. század) magyar katolikus főpap.

## Élete
A Magyar Archontológiában 1133 és 1136 között töltötte be a győri megyés püspöki tisztet. II. Béla magyar király követe II. Lothár német-római császárnál, aki seregeit a lengyelek ellen segítette. 1135-ben a Szent Mauríciusz Monostor birtokügyeiről készített oklevél aláírója.